# Военно-морской госпиталь (Кронштадт)
Военно-морской госпиталь (35-й Ордена Ленина Военно-Морской госпиталь им. Н. А. Семашко) — госпиталь в Кронштадте, комплекс исторических зданий. 
Комплекс построен в основном в 1833—1840 годах. Объект культурного наследия федерального значения. Адрес: улица Мануильского, дом № 2.

## История
Морской госпиталь основан в Кронштадте Петром I в 1717 году. Первоначально он размещался в деревянных казармах в южной части города (современный Летний сад), в 1723 году (по другим данным — в 1730 году) переведён на нынешнее место, но также оставался в деревянных строениях. В 1761 году после пожара было решено строить каменный госпиталь, но в 1764 году случился новый пожар, уже во всём городе, и планы были отложены. Новый проект госпиталя в 1780-е годы составил архитектор М. Н. Ветошников, но и он не был реализован. 9 января 1832 года Николай I повелел незамедлительно начать строительство каменного госпиталя. В конце 1832 года было уточнено, что госпиталь должен быть 5-го класса, на 1 500 человек штатных и 300 запасных мест.
В конечном счёте 25 января 1833 года был утверждён проект главного корпуса архитектора Э. Х. Анерта. Строительство началось весной того же года и завершилось в 1839 году. Корпус был освящён в октябре 1840 года. Одновременно велись работы по устройству госпитального сада (план утверждён в 1836 году, работы начались в 1839 году, решётки и ворота установлены в 1841 году) и служебных построек по проекту Анерта (в 1838 году построена баня, в 1839 году — здание аптеки, прачечной и пивоварни, в 1840—1841 годы — здание для кухни и пекарни). В 1848—1849 годы (отделка закончена в 1852 году) построено двухэтажное здание служб (ледников и анатомического театра) по проекту А. А. Мартынова в стиле постклассицизма. В 1905 году построена Николаевская церковь-часовня в византийском стиле.

## Архитектура
Основное здание имеет протяжённую форму и три боковых флигеля. Фасад главного здания из 31 оси, на стенах первого этажа руст, над окнами — замковые камни. Вдоль всех зданий идут прямые широкие коридоры, по обе стороны от каждого коридора располагаются палаты различного размера и служебные помещения. На втором и третьем этажах, кроме палат, находятся операционные. В середине основного здания размещалась госпитальная церковь Александра Невского. Крытые коридоры соединяют основное здание с двумя двухэтажными корпусами — бани с сушильней и лудильней, а также пекарни с кухней.